# Haemaphilus roseus
Haemaphilus roseus is een eenoogkreeftjessoort uit de familie van de Taeniacanthidae. De wetenschappelijke naam van de soort is voor het eerst geldig gepubliceerd in 1871 door Hesse.